# Stone Pillow
Stone Pillow (bra: Travesseiro de Pedra) é um telefilme de drama estadunidense escrito por Rose Leiman Goldemberg e dirigido por George Schaefer. É estrelado por Lucille Ball e foi ao ar em 5 de novembro de 1985 na CBS.

## Elenco
- Lucille Ball como Florabelle
- Daphne Zuniga como Carrie Lang
- William Converse-Roberts como Max
- Stephen Lang como Tim
- Susan Batson como Ruby
- Anna Maria Horsford como Collins
- Stefan Schnabel como Sr. Berman
- Rebecca Schull como Sra. Nelson
- Imogene Bliss como Violet

## Filmagens
As filmagens deveriam começar em março de 1985, mas foram adiadas para o final de abril devido à morte trágica da filha da roteirista Rose Leiman Goldemberg em um acidente de carro. O filme foi rodado na cidade de Nova York.

## Recepção
O filme foi transmitido pela CBS em novembro de 1985. Recebeu críticas um tanto mistas, mas foi um sucesso de audiência, ficando em 9º lugar entre os 68 programas de maior audiência naquela semana.
John J. O'Connor, em sua crítica no The New York Times, escreveu: "Stone Pillow é uma mistura cuidadosamente elaborada, séria, mas não acima de ser fofa e quase ultrajante em sua determinação de arrancar algumas lágrimas. Aceito nesse nível, o exercício funciona razoavelmente bem ... Sra. Ball está em controle total, desde a cena de abertura em que, emergindo de um casulo de sacos de lixo de plástico verde, ela dá uma olhada no mundo e proclama: 'Bem, eu ainda estou aqui'".